# チェチェン・イチケリア共和国

チェチェン・イチケリア共和国
Nóxçiyn Respublik Içkeri
（チェチェン語）
Чеченская Республика Ичкерия
（ロシア語）

国歌: 死か自由か
（チェチェン語: Ӏожалла я маршо, Joƶalla ya marşo）

1. 
2. 
3. 
4. 

チェチェン・イチケリア共和国（チェチェン・イチケリアきょうわこく、チェチェン語: Нохчийн Пачхьалкх Нохчийчоь, チェチェン語ラテン翻字: Noxçiyn Paçẋalq Noxçiyçö、ロシア語: Чеченская Республика Ичкерия, ロシア語ラテン翻字: Chechenskaya Respublika Ichkeriya、英語: Chechen Republic of Ichkeria）は、チェチェン分離独立派による国際的に未承認の国家または武装勢力。ロシアに対して二度のチェチェン紛争で武力抵抗を行ない、2022年からのロシア連邦軍によるウクライナ侵攻ではウクライナのウォロディミル・ゼレンスキー政権側で戦っている。
イチケリアとは「山岳」「高地」の意味であり、国名を意訳すればチェチェン山岳共和国となる。

## 概要
ロシア連邦構成主体の一つであるチェチェン共和国を領土と宣言し、自称による領土は北西をスタヴロポリ地方、北東から東をダゲスタン共和国、南をジョージア、西をイングーシ共和国と北オセチア共和国に接し、カフカース山脈の北に位置するとしている。
ソビエト連邦の崩壊に伴い1991年、初代大統領ジョハル・ドゥダエフのソ連から独立と建国宣言により建国された。独立当初の国名はチェチェン共和国（Чече́нская Респу́блика）だったが、1994年1月16日にチェチェン・イチケリア（山岳、高地の意味）共和国へ変更された。
チェチェンの独立を阻止しようとするロシア連邦との間で1994年に勃発したのが第一次チェチェン紛争である。1996年のハサヴユルト停戦協定で一時的に独立状態を保ったが、1999年に再侵攻を受け、2000年に首都のジョハルを失った（第二次チェチェン紛争）。チェチェンロシア連邦残留派勢力（カディロフ派、ヤマダエフ派など）によるチェチェン共和国が成立すると、それ以降は政府としての実体を維持できなくなり、武装勢力化した。チェチェン・イチケリア共和国大統領を名乗っていた歴代指導者5名全員がロシア当局により殺害されている。
2007年に第5代大統領のドク・ウマロフが北カフカースにイスラム国家の建設を目指してカフカース首長国の建国を宣言し、カフカース首長国と強硬派の勢力に分裂した（カフカース首長国は2016年に事実上壊滅し消滅）。しかし、チェチェン独立派の中には穏健な独立を目指すアフメド・ザカエフのような者もおり、ザカエフは2003年から英国に政治亡命してチェチェン独立のための政治活動を行っている。ザカエフはドク・ウマロフのカフカース首長国建国宣言後、従来のチェチェン独立派であるカフカース首長国政権からの亡命政権としてのチェチェン・イチケリア共和国首相への就任を宣言した。ロシアはザカエフを国際手配しており英国に対して引渡しを求めている。
2022年10月18日、ウクライナ最高議会はチェチェン・イチケリア共和国を「ロシアの一時占領下にある」として独立を承認した（ウクライナのチェチェン・イチケリア共和国の承認）。

## 外交関係
1991年の独立宣言後、チェチェンの独立を承認した国家・政府は長らくなかったが、2000年にグロズヌイの陥落が決定的になると、1月16日にアフガニスタンのタリバン政権（アフガニスタン・イスラム首長国）が初めて独立を承認。アフガニスタンの首都カーブルに国外で初めての大使館が設置された。この大使館は亡命政府として機能したが、2001年にタリバン政権が崩壊すると大使館も閉鎖された。なおタリバン政権は数か国の国際連合加盟国から国家として承認されていたが、国際的に広く認められなかった。この他にも非公式の大使館として各国に代表事務所を置いていた。
チェチェンに亡命していたズヴィアド・ガムサフルディア初代ジョージア大統領は1992年3月13日にチェチェンの独立を認めたが、ジョージア政府は独立を認めない立場をとった。
ウクライナでは1995年に最高議会の議員らがチェチェンの独立承認について声明を出した。2022年ロシア連邦軍のウクライナ侵攻開始後、7月11日にチェチェンの独立を認める法案がウクライナ最高議会に提出された。10月18日、ウクライナ最高議会はチェチェンの独立を承認した。

## 軍事
陸軍、空軍、国家警備隊の三軍からなる正規軍を保有しており、それ以外にもいくつかの合法ないしは非合法の民兵組織があった。
空軍は独立時に現地駐留のソ連空軍の装備を引き継いだため第一次チェチェン戦争直前には150機近くのL-29練習機及びL-39練習機やいくつかのミグ戦闘機やAn-22輸送機を保有するなど国家規模に比べて大規模な部隊を保有していた。
第二次チェチェン戦争後は残党軍としてロシア軍及び親露派チェチェン人による民兵組織であるカディロフツィなどに対してゲリラ戦を継続した（北コーカサス反乱）。